# Meravigliosa creatura
Meravigliosa creatura è un brano della cantautrice italiana Gianna Nannini. 

## Descrizione
Il singolo viene trasmesso contemporaneamente in tutte le reti radiofoniche il 1º gennaio 1995 un minuto dopo mezzanotte e anticipa l'uscita dell'album Dispetto, prevista nell’aprile dello stesso anno in tutta Europa. Nel 2004 viene inserito nell'album Perle con un nuovo arrangiamento; proprio quest'ultimo, nel febbraio del 2007, 3 anni dopo la pubblicazione di Perle, viene scelto come colonna sonora dello spot Fiat Bravo, spingendo il pezzo in classifica, nonostante non sia mai stato pubblicato come singolo, ma basando le sue vendite totalmente sui negozi di musica digitale (download a pagamento).
Il pezzo raggiunge il primo posto nella hit parade, diventando la terza numero 1 della carriera della cantante senese; erano 17 anni che Gianna Nannini non raggiungeva la prima posizione nella classifica dei singoli.

## Tracce
Versione del 1995
1. Meravigliosa creatura (Single version) – 3:59 (testo: Mara Redeghieri, Gianna Nannini – musica: Nannini)
2. 500 anni – 3:59
3. Meravigliosa creatura (Playback version) – 3:59 (testo: Redeghieri, Nannini – musica: Nannini)

Durata totale: 11:57
Versione del 2007
1. Meravigliosa creatura New version 2007 – 3:08

## Formazione
- Gianna Nannini - voce, cori
- Mauro Malavasi - tastiera, cori, arrangiamento

Produzione
- Mauro Malavasi – produzione, mixaggio, mastering
- Gianna Nannini - produzione
- Dave Allen - produzione

## Classifiche
Versione originale
| Classifica (1995) | Posizione massima |
| ----------------- | ----------------- |
| Italia            | 2                 |

Nuova versione
| Classifica (2007) | Posizione massima |
| ----------------- | ----------------- |
| Italia            | 1                 |

### Classifiche di fine anno
| Classifica (1995) | Posizione |
| ----------------- | --------- |
| Italia            | 40        |